# Cruz do Campo
Cruz do Campo é uma aldeia portuguesa situada nas freguesias de Vale da Pedra e Pontével, Município do Cartaxo.

## Descrição
O seu topónimo está relacionado com um cruzamento de terra batida no meio do campo que existia ali, em tempos mais remotos, onde as pessoas se encontravam. A parte nascente da localidade de Cruz do Campo pertence à freguesia de Vale da Pedra, permanecendo a parte poente à freguesia de Pontével, mantendo-se como linha divisória a Estrada Nacional n.º 3. Possui paragem de autocarros de longo e médio curso entre Carregado e Santarém. A Quinta dos Alves situa-se neste lugar e é propriedade privada. 
Nesta localidade, situa-se uma antiga fábrica do tijolo, cenário utilizado para os exteriores da fábrica de chocolate retratada na telenovela da TVI, Doce Fugitiva.